# Ethel MacDonald
Camelia Ethel MacDonald, conocida como la Pimpinela Escarlata escocesa, (Bellshill, 24 de febrero de 1909 – Glasgow, 1 de diciembre de 1960) fue una anarquista y activista escocesa afincada en Glasgow y, en 1937, durante la guerra civil española, locutora en la radio de la Confederación Nacional del Trabajo (CNT) en Barcelona.

## Primeros años
Hija de Daisy Watts y Andrew McDonald, pintor de carruajes, fue la quinta de nueve hijos, y abandonó su hogar a los 16 años, para afiliarse al Partido Laborista Independiente (ILP) y trabajó en diversos empleos. En 1925, conoció a Guy Aldred y, con él, se hizo políticamente activa en la Federación Comunista Antiparlamentaria (APCF). En 1933 aceptó su invitación para trabajar como su secretaria, y se unió a él en la formación del Movimiento Socialista Unido (USM) en junio de 1934. Durante este tiempo, llegó a dominar el francés y el alemán.

## Guerra civil española
En noviembre de 1936, MacDonald viajó a Barcelona con la compañera de Guy Aldred, Jenny Patrick, para representar y mostrar el apoyo del movimiento anarquista escocés al bando republicano en la guerra civil española. En enero de 1937, comenzó a transmitir regularmente reportajes en inglés sobre la guerra en la emisora anarquista de Barcelona, ampliamente escuchada, dirigida por la Confederación Nacional del Trabajo (CNT).
Durante la represión que siguió a los sucesos de mayo de 1937, ayudó a escapar a anarquistas buscados por la policía secreta comunista e introdujo en la cárcel cartas y alimentos para compañeros anarquistas detenidos por las autoridades regionales. Gracias a sus actividades para ayudar a los anarquistas a escapar de España, se hizo famosa en la prensa británica como la Pimpinela Escarlata escocesa. Entre julio y noviembre de 1937, fue una figura nacional en los periódicos, con informes e investigaciones diarias sobre su paradero y actividades.

### La muerte de Bob Smillie
El 12 de junio de 1937, Bob Smillie, que era miembro del Partido Laborista Independiente (ILP) que había estado luchando con las fuerzas del Partido Obrero de Unificación Marxista (POUM) por los republicanos, murió mientras estaba retenido por la policía de Valencia. La policía declaró que su muerte había sido causada por una peritonitis, sin embargo, en Valencia corrió el rumor de que había sido golpeado hasta la muerte. MacDonald comenzó a informar de esta última versión de los hechos en sus emisiones de radio y en artículos de prensa. Esto condujo a su propia detención.
Mi detención fue típica de la actitud del Partido Comunista... Los guardias de asalto y los funcionarios de orden público entraron una noche en la casa en la que vivía. Sin ninguna explicación, empezaron a revisar minuciosamente cada habitación y cada armario de la casa. Después de haber descubierto lo que para ellos era suficiente para colgarme: literatura revolucionaria, etc. 

— Ethel MacDonald, en declaraciones al Glasgow Times a su regreso a Escocia.
MacDonald acabó escapando de la cárcel y abandonó España, regresando a Glasgow en noviembre de 1937. Por el camino pasó por París y Ámsterdam, donde denunció las acciones de los comunistas en España. Siguió hablando públicamente del caso de Bob Smillie, pero su versión de los hechos fue discutida en el Reino Unido por David Murray, miembro del ILP que también había estado en España. Murray insistió en que Smillie había muerto de peritonitis, y en general se le creyó hasta que George Orwell regresó a Londres en 1938 y también comenzó a denunciar las acciones de los comunistas en España. Georges Kopp, que había sido comandante de Smillie en España, también regresó y apoyó la opinión de que Smillie había sido asesinado.

## Años posteriores y muerte
Tras su regreso de España, MacDonald trabajó estrechamente con Guy Aldred, Jenny Patrick, John Taylor Caldwell y otros anarquistas de Glasgow en una editorial de escaso alcance, The Strickland Press, que publicaba números regulares del órgano del Movimiento Socialista Unido (USM) llamado The Word (La Palabra). Continuaron sus actividades durante la Segunda Guerra Mundial y el movimiento pacifista de la década de 1950, y MacDonald era considerada la directora, contable e impresora no oficial de The Strickland Press.
Ella y Guy Aldred donaron sus papeles a la Biblioteca Mitchell de Glasgow. La colección cuenta con aproximadamente 500 artículos que consisten en periódicos españoles, boletines, hojas de noticias, volantes, carteles, panfletos y fotografías publicados bajo los auspicios de la CNT y la Federación Anarquista Ibérica durante 1936 y 1938.
A Ethel MacDonald se le diagnosticó esclerosis múltiple en febrero de 1958 y perdió la capacidad de hablar. En tres años murió en el Hospital Knightswood de Glasgow a la edad de 51 años.

## Película
- Ethel MacDonald - An Anarchist Story de Mark Littlewood.